# ضفدع هويا السومطري
ضفدع هويا السومطري (الاسم العلمي:Huia sumatrana) هو نوع من الحيوانات يتبع جنس الضفدع الهويا من فصيلة الضفادع الحقيقية.